# Pan-American Association for the Advancement of Women
La Pan-American Association for the Advancement of Women est une association féministe fondée en 1922. Sa première présidente fut Carrie Chapman Catt.

## Histoire

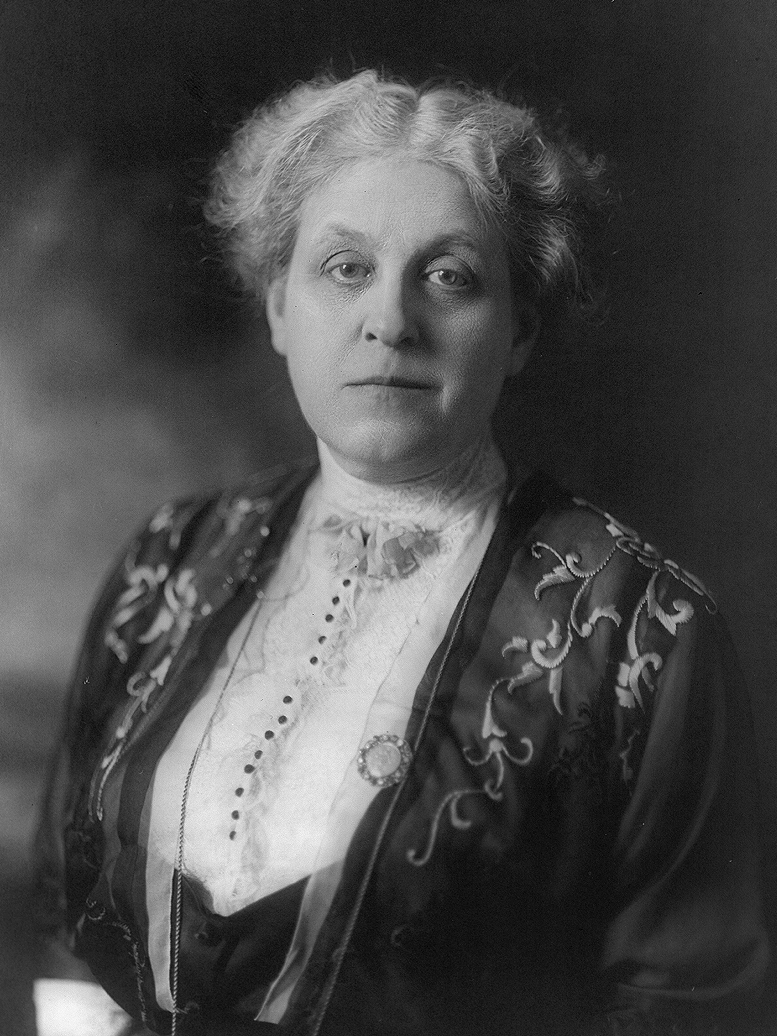
Carrie Chapman Catt en 1914.

À la fin des années 1910, Carrie Chapman Catt, présidente de la National American Woman Suffrage Association (NAWSA ; Association féministe américaine pour le droit de vote des femmes) décide, alors que les États-Unis vont bientôt adopter le 19e amendement qui donne le droit de vote aux femmes dans l'ensemble de l'Union, d'internationaliser le mouvement. Les femmes issues de pays où elles ont le droit de vote devraient aider celles qui luttent encore pour l'obtenir. En 1921, Carrie Chapman Catt reçoit un legs de Mme Frank Leslie, laissé en 1914, à charge pour elle d'utiliser cet argent pour obtenir le droit de vote. Comme cet argent ne lui parvient qu'en 1921, alors que les Américaines ont enfin le droit de vote depuis un an, Catt décide d'utiliser cet argent pour aider les féministes d'Amérique du Sud. En avril 1922, une conférence pan-américaine se tient à Baltimore. Là se retrouvent 85 femmes de 22 pays. La Pan-American Association for the Advancement of Women est créée et Catt en devient présidente. En 1923, elle se rend en Amérique du Sud, où elle rencontre des féministes et des représentants des pouvoirs en place. Elle s'arrête d'abord au Brésil, où elle s'entretient avec Bertha Lutz. Catt se rend ensuite en Argentine, où des féministes acceptent de se joindre à la Pan-American Association for the Advancement of Women et proposent la tenue d'une conférence en 1924 à Buenos Aires. En Uruguay, le Conseil des femmes, présidé par Isabel Pinto de Vidal (en), accepte de rejoindre l'association pan-américaine ; il en est de même au Chili.